# والتر رایسپ
والتر رایسپ (آلمانی: Walter Reisp؛ زادهٔ ۵ نوامبر ۱۹۱۰ - درگذشته نامشخص) بازیکن هندبال اهل اتریش بود.